# Lisímetro

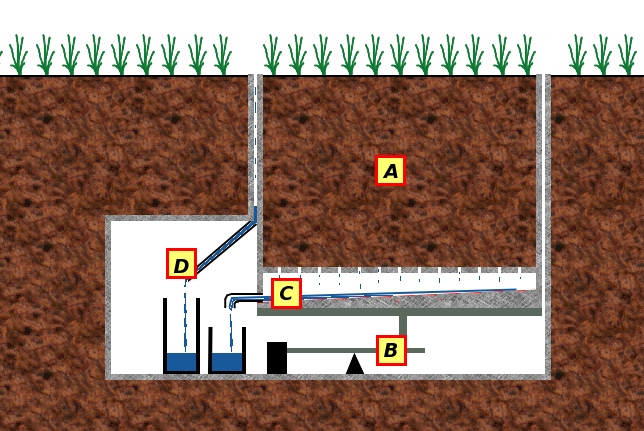
Modelo esquemático de un lisímetro de balanza
Leyenda:
A) Terreno en estudio
B) Balanza
C) Recolección del agua de drenaje
D) Recolección del agua de escorrentía

Un lisímetro es un dispositivo introducido en el suelo, rellenado con el mismo terreno del lugar y con vegetación. Es utilizado para medir la evapotranspiración del cultivo (ETc). También se denomina evapotranspirómetro dependiendo de que manera se ha hecho el procedimiento de medida.
La medida de la evapotranspiración es determinada por el balance hídrico de los dispositivos. Normalmente hay una balanza en el fondo del lisímetro donde se puede determinar la cantidad de agua que se va evapotranspirando en el sistema. Otro tipo de lisímetro utiliza en lugar de una balanza un sistema de drenaje del agua donde la cantidad drenada de la misma equivale exactamente a la cantidad de agua evapotranspirada que es igual a la capacidad de campo.
- Datos: Q734533
- Multimedia: Lysimeter / Q734533